# Maison des Ghetaldi
 (juillet 2024).
Si vous disposez d'ouvrages ou d'articles de référence ou si vous connaissez des sites web de qualité traitant du thème abordé ici, merci de compléter l'article en donnant les références utiles à sa vérifiabilité et en les liant à la section « Notes et références ».
La maison des Ghetaldi est une des plus anciennes familles nobles de la république de Raguse. On la trouve également sous forme Getaldić, ou même Gataldić en croate, et parfois Gataldi, Gataldo, Getaldo, Ghetaldo ou Ghetalde.

## Origines
Famille originaire de Tarente, son nom vient de San Cataldo (Ve siècle), dont le culte était également connu à Split et à Dubrovnik. Les Ghetaldi sont arrivés à Raguse au VIIIe siècle, et leur famille est mentionnée dès le XIIIe siècle dans les documents de cette ville. Cette famille ne compte pas pour autant parmi les plus riches ni les plus influentes de Raguse. La branche des Ghetaldi-Gondola a joué un grand rôle après la fin de la République, en particulier au XIXe siècle.
De 1440 à 1640, les Ghetaldi ont donné 43 membres au Grand Conseil, soit moins de 2 %, 57 sénateurs, 35 membres du petit Conseil  (<2 %).

## Personnalités
- Bernard Ghetaldi (XVIe siècle), historien de l'ordre des Dominicains.
- Marin Ghetaldi (1566 - 1627), un des plus importants mathématiciens de « l'école » de François Viète.
- Francis Ghetaldi-Gondola (1833 - 1899), homme politique, membre du Parlement de Vienne.